# 土角厝

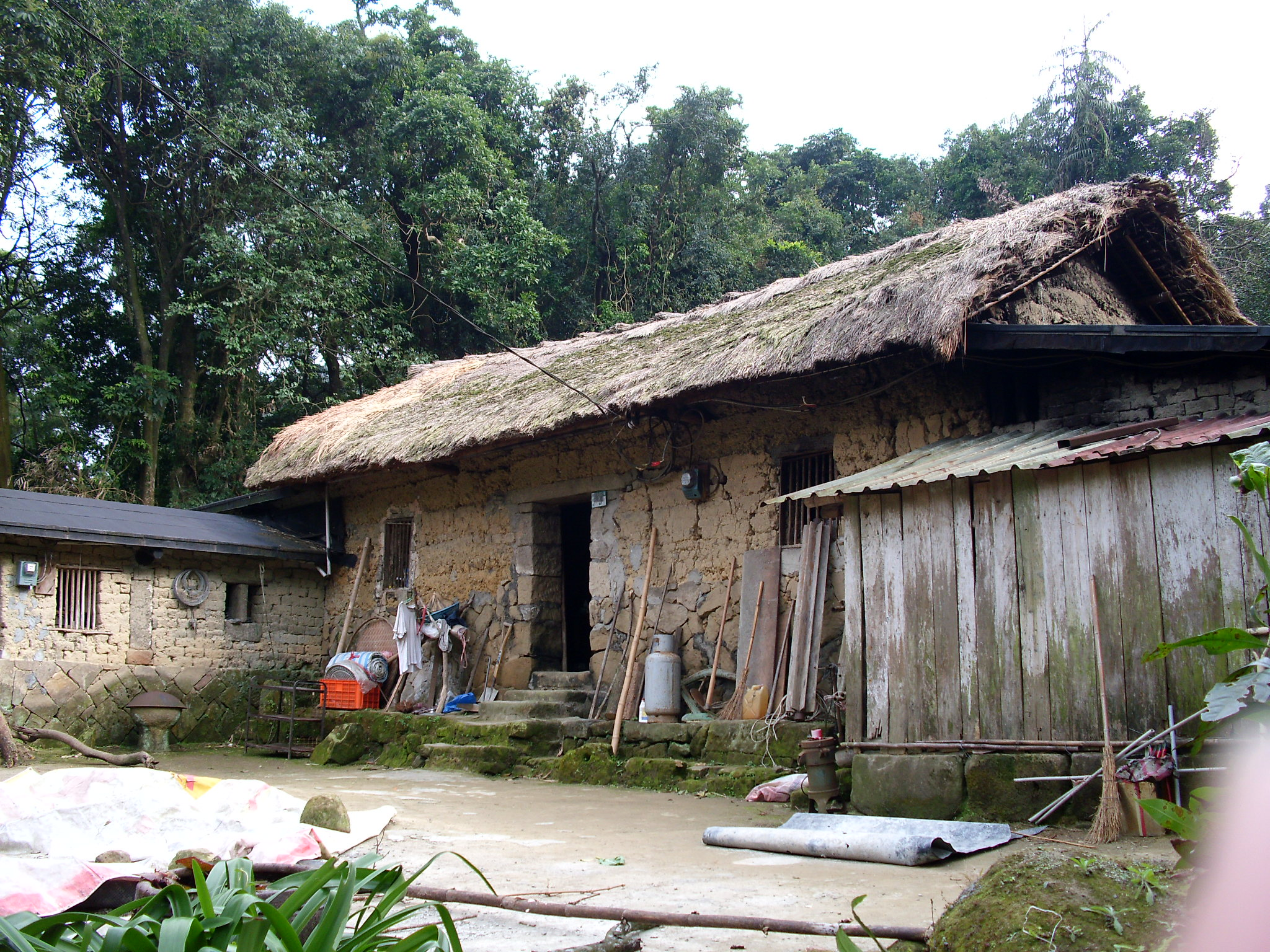
土墼厝（深坑林家草厝）

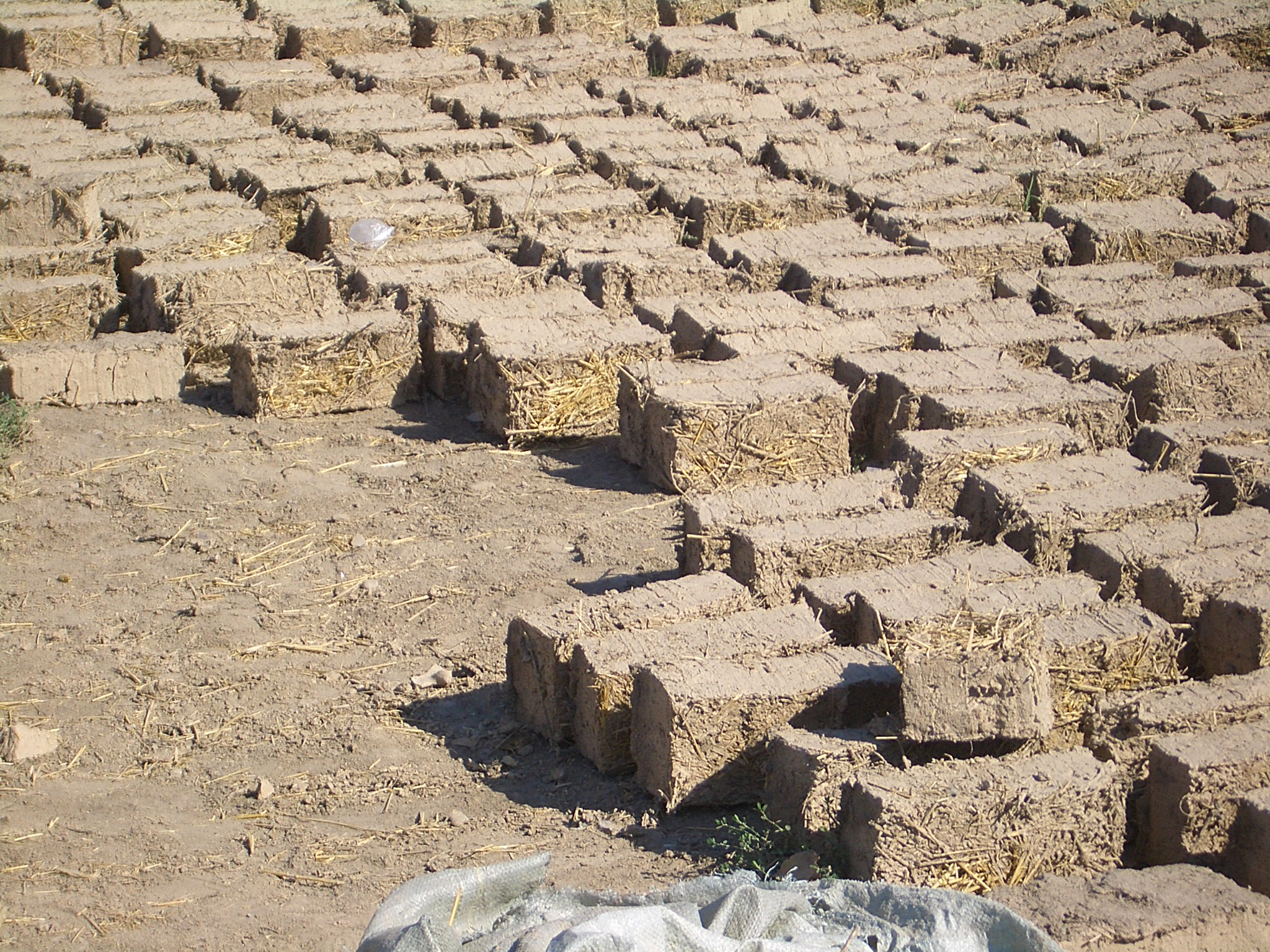
類似的土磚(吉爾吉斯式)

塗墼厝（台語：Thôo-kat-tshù），白字俗寫土埆厝、土角厝，又名草厝，為一種台灣傳統房屋的建築方式，主要是以稻草攪泥、經過日曬後所製成之土墼（或稱土埆、土角磚）堆疊成房屋牆壁，並以稻草、瓦片或芒草覆蓋以作為屋頂。有些土墼厝則會於房屋外層再塗上石灰及泥土修飾。土墼俗作土角，因臺灣多數地帶氣候潮濕，亦有白蟻肆虐，不利使用木造建築，土墼常替代紅磚成為建築材料。
由於泥土比熱較大，吸、散熱皆慢，故以土磚建成之房屋冬暖夏涼。此外，土磚以泥土及稻草為原料，建材成本低廉，取得方便，也因此成為台灣開發初期常見的建築型態。
然而，土磚的缺點之一便是怕水。一旦下雨積水就可能導致土磚龜裂破損，最終坍榻。另外，對地震也幾乎沒有抵抗力，因此在1906年梅山地震造成嚴重傷亡。土墼厝因受限於結構與材質強度，建築高度多不高於一層樓。